# تفنتيرت (إدا وكازو)
تفنتيرت هي إحدى مشيخات المملكة المغربية، تتبع جغرافيا لإقليم الصويرة وإداريًا لإدا وكازو. يقدر عدد سكانها بـ 3130 نسمة حسب الإحصاء الرسمي للسكان والسكنى لسنة 2004.